# Bắc Giang (provincie)

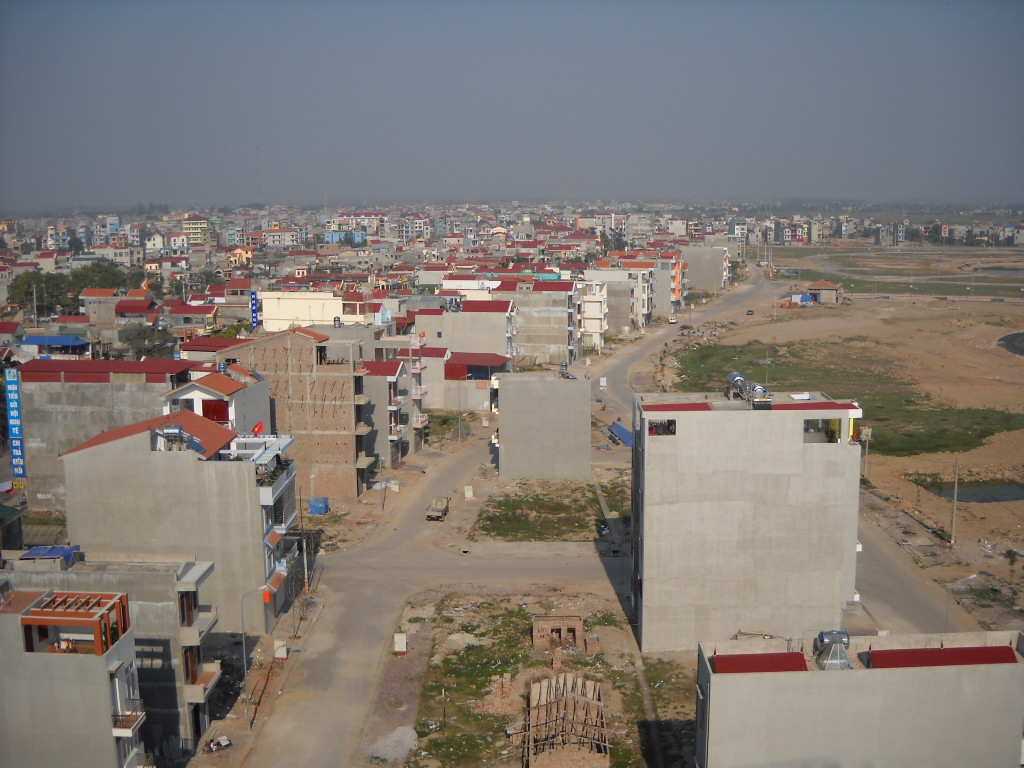
De hoofdstad van Bac Giang

Bắc Giang is een provincie van Vietnam. Het ligt in de bergen in het noordoosten van het land. Het grenst aan Lạng Sơn in het noorden, aan Quảng Ninh in het oosten, aan Thái Nguyên in het westen en aan Bắc Ninh en Hải Dương in het zuiden. In het tijd van de Hungkoningen – in het begin van de bekende geschiedenis van Vietnam – behoorde de regio tot Vo Ninh (Võ Ninh). De provincie bestaat al sinds 1985 en de hoofdstad, Bắc Giang ligt op 51 kilometer van het centrum van Hanoi.

## Districten
Volgens de huidige regeling is de provincie Bắc Giang verdeeld in negen districten en de hoofdstad, die op hetzelfde niveau staat. De districten zijn: Hiệp Hoà, Lạng Giang, Lục Nam, Lục Ngạn, Sơn Động, Tân Yên, Việt Yên, Yên Dũng en Yên Thế.

## Geografie
Bắc Giang heeft een oppervlakte van 3822,0 km², 1,2% van de oppervlakte van Vietnam. Volgens de cijfers van 2000 wordt hiervan 32,4% gebruikt voor landbouw, 28,9% is bebost en de rest bestaat uit bergen, rivieren en andere.
Ten noorden van de provincie zijn er hoofdzakelijk bergen, terwijl in het zuiden de delta van de Rode Rivier is. Hoewel het grootste deel van de provincie bestaat uit gebergte, is de geografie niet zo versnipperd. Het noorden bestaat uit beboste bergen. In het noordoosten ligt het Yen Tu-gebergte (Núi Yên Tử), met hoogten van gemiddeld 300 à 900 m en een maximum van 1068 m. In het noordwesten liggen de Yên Thế-bergen (Núi Yên Thế) met hoogten van gemiddeld 300 à 500 m. In het oostelijke deel, tegen de grens met Quảng Ninh, ligt het oerwoud van Khe Ro (Khe Rỗ) met een oppervlakte van 7153 ha, met een grote rijkdom aan fauna en flora – met 236 boomsoorten, 255 geneeskrachtige planten, 37 soorten zoogdieren, 73 vogelsoorten en 18 soorten reptielen.
Op het grondgebied van Bac Giang is er een totaal van 374 km rivieren, waaronder de grote rivieren Lục Nam, Thương en Cầu. De Lục Nam stroomt door kalkachtig gebergte en levert heel het jaar door helder water.

## Bevolking
Volgens schattingen van 2001 wonen er in Bac Giang ongeveer 1,6 miljoen mensen of 1,93% van de bevolking van Vietnam. Met een bevolkingsdichtheid van 398,2 inw./km² is het bijna tweemaal zo dichtbevolkt als het gemiddelde van het land. Er leven 26 verschillende etnies waarvan de etnische Vietnamezen (de Kinh) de grootste groep zijn (88,1% van het totaal). Hierna komen de Nung (Nùng) met 4,5%, dan de Tay (Tày) met 2,6%. De San Chay (Sán Chay) en de San Diu (Sán Dìu) maken elk 1,6% van de populatie op, de Hoa vullen 1,2% en de Dao 0,5%.

## Toerisme
Naast rivieren heeft Bac Giang ook heel wat meren en moerassen, waaronder het Cấm Sơn-meer (hồ Cấm Sơn) en het Khuon Than-meer (hồ Khuôn Thần). Het eerste bevindt zich nabij de grens met Lạng Sơn en is 30 km lang, heeft een maximale breedte van 7 km en is 200 m breed op zijn smalst. Het heeft een oppervlakte van 2600 ha (in het regenseizoen wordt dit 3000 ha). Het Khuon Than-meer heeft een oppervlakte van 240 ha en heeft vijf heuveleilandjes die zijn bedekt met jonge naaldbossen. Men kan er op het meer gaan in pedalo of motorboot. Men kan er lokale gerechten krijgen, zoals hat de (hạt dẻ), mat ong (mật ong) of tac ke-drank (rượu tắc kè).